# Honorowi obywatele Płocka
Honorowi obywatele Płocka – lista osób, którym przyznano tytuł Honorowego Obywatela Miasta Płocka. Tytuł ten władze miasta a (Rada Miasta) nadają osobom, które szczególne zasłużyły się dla niego, niezależnie od miejsca zamieszkania.

## Historia
Tradycja nadawania tytułu Honorowego Obywatela Miasta Płocka pochodzi z pierwszej połowy XX w. Pierwszą osobą uhonorowaną tym tytułem  był w 1921 marszałek Józef Piłsudski. Z tytułem nie wiąże się żadne zobowiązanie finansowe miasta wobec wyróżnionego, jedynie ma on prawo do bezpłatnych przejazdów komunikacją miejską.

## Honorowi Obywatele Miasta Płocka
| Honorowy obywatel         | Data nadania | Uwagi |
| ------------------------- | ------------ | ----- |
| Józef Piłsudski           | 1921         | –     |
| Ignacy Mościcki           | 1929         | –     |
| Antoni Julian Nowowiejski | 1931         | –     |
| Wacław Aleksander Lachman | 1934         | –     |
| Edward Śmigły-Rydz        | 1938         | –     |
| Władysław Broniewski      | 1950         | –     |
| Marcin Kacprzak           | 1964         | –     |
| Franciszek Tekliński      | 1978         | –     |
| Mira Zimińska-Sygietyńska | 1985         | –     |
| Karl Dedecius             | 1996         | –     |
| Kazimierz Górski          | 2004         | –     |
| Stanisław Wielgus         | 2006         | –     |
| Stanley Podzieliński      | 2007         | –     |
| Jolanta Szymanek-Deresz   | 2010         | –     |
| Janina Fetlińska          | 2010         | –     |
| Tadeusz Mazowiecki        | 2011         | –     |
| Konrad Jaskóła            | 2018         | –     |